# Raul Soares
Raul Soares é um município brasileiro da Região Imediata de Caratinga, na Região Intermediária de Ipatinga, no estado de Minas Gerais. Sua população recenseada em 2022 era de 23 423 habitantes.

## Etimologia
O topônimo é uma homenagem ao ex-presidente do estado de Minas Gerais Raul Soares de Moura (1922 - 1924), cargo hoje chamado de governador de estado.

## História
Os primeiros habitantes desta terra foram os índios Boachás, que povoavam as ricas montanhas do córrego que hoje herdou esse nome. Os primeiros posseiros foram Domingos de Lanna e Cassimiro de Lanna, que aqui chegaram em 20 de janeiro de 1837, vindos de Mariana (MG). Depois que expulsaram os índios de suas terras, tomaram posse das ricas montanhas do Córrego do Boachá deixando aqui seus colonos para manter a posse das mesmas.
Em 1841, venderam essas terras a Francisco Alves do Vale, que ali se fixou com sua família. Os Filhos deste, José, Jacó, Francisco e Manoel Alves do Vale, depois da morte do pai, doaram parte de suas terras ao patrimônio da capela de São Sebastião (Minas Gerais em 1925). A primitiva capela foi fundada pelo padre Francisco Antônio de Carvalho, que era vigário de São Pedro dos Ferros e passou a residir junto à capela que criara.
Por escritura de 29 de Outubro de 1873, João Pinto de Oliveira aumentou o patrimônio, doando cinco alqueires de terras. O povoado que ali se formou, chamou-se São Sebastião do Entre Rios, pelo fato de localizar-se entre os rios Matipó e Santana. O povoado foi crescendo lentamente e, em 1902, a Câmara Municipal de Ponte Nova, criou o distrito de Rio Casca, e só em 1923 que tornou-se município recebendo o nome de Vila Matipó.
Em 1924, passou a município e recebeu o nome de Raul Soares, em homenagem ao então Presidente do Estado de Minas Gerais, o advogado, escritor, jurista, político e professor Dr. Raul Soares de Moura, empossado em 7 de setembro de 1922 e falecido antes do término de seu mandato, em 4 de agosto de 1924, devido a problemas cardíacos.
A criação do município de Raul Soares foi autorizada pela Lei Estadual nº 843 de 7 de Setembro de 1923. Já a consolidação (de município) haveria, primeiramente, de se constituir o conjunto de indivíduos para compor os poderes executivo e legislativo. Em outras palavras, constituir a Prefeitura e a Câmara de Vereadores formando, com o povo, a municipalidade desejada e criada.
Então, o novo município de Matipó foi instalado solenemente em 20 de janeiro de 1924 com a posse dos primeiros vereadores eleitos ou instalação da primeira câmara municipal, com mandato de 20 de janeiro de 1924 a 16 de maio de 1927. Joaquim Milagres Sobrinho (que presidiu a sessão inaugural, como o vereador mais votado), João Domingos da Silva, Raymundo Raphael Coelho, José Maria de Souza, Francisco Costa Abrantes, Joaquim José da Silveira e Carlos Gomes Brandão. Assumiu o governo do novo município, o vereador Raymundo Raphael Coelho, eleito presidente da câmara municipal. Naquela época não havia prefeito, cabendo ao presidente da câmara a dupla função.
Portanto, dia 20 de janeiro é o dia da independência, dia do aniversário de emancipação política e administrativa do município que em 19 de setembro de 1924 mudou a denominação de Matipó para Raul Soares. É, também, o dia do padroeiro São Sebastião.
O município foi sede da Industrial São Sebastião SA, atualmente COOPERTRIM - Cooperativa dos Trabalhadores da Indústria Metalúrgica de Raul Soares, fabricante das ferramentas Tarza, consideradas uma das mais antigas e melhores marcas do gênero do país. Também possui expressiva produção de café, que é exportado para vários países. O município possui um recanto natural onde vivem centenas de garças, o Paraíso das Garças.
Um dos vereadores do município, Joaquim Mariano de Souza conhecido como Joaquim Fragoso, é o mais eleito do Brasil e possui incríveis 12 mandatos consecutivos além de já ter sido presidente da Câmara dos Vereados de Raul Soares em um deles.
Em julho de 2015, o único presídio existente no município foi interditado pela Justiça em limiar obtida pelo Ministério Público de Minas Gerais (MPMG) por causa de más condições. Quatro anos antes da interdição, em novembro de 2011, o município já havia sido oficiado por um promotor de Justiça.

## Geografia
De acordo com a divisão regional vigente desde 2017, instituída pelo IBGE, o município pertence às Regiões Geográficas Intermediária de Ipatinga e Imediata de Caratinga. Até então, com a vigência das divisões em microrregiões e mesorregiões, fazia parte da microrregião de Ponte Nova, que por sua vez estava incluída na mesorregião da Zona da Mata.
A altitude da sede é de 294 metros e os limites territoriais são com os municípios de São Pedro dos Ferros, Córrego Novo, Abre Campo, Caputira, Vermelho Novo, Santa Bárbara do Leste, Manhuaçu e Caratinga. A temperatura média anual é de 21,1°C. Em torno de 75% do relevo é montanhoso e o ponto mais alto é a nascente do ribeirão Sacramento com 1094 metros. Os rios Matipó e Santana compõem a hidrografia.
A população do município de Raul Soares, de acordo com a última estimativa realizado pelo IBGE - Instituto Brasileiro de Geografia e Estatística, em relação ao ano de 2015, apresenta os seguintes dados:[carece de fontes?]
- População masculina: 12.127 habitantes - 49,72%,
- População feminina: 12.267 habitantes - 50,28%,
  - Total das populações por gênero: 24.394 habitantes - 100,00%.

- Zona urbana: 16.109 habitantes - 66,04%,
- Zona rural: 8.285 habitantes - 33,96%,
  - Total da população do município: 24.394 habitantes - 100,00%.

### Subdivisões

#### Distritos
- Bicuíba
- Raul Soares (sede)
- Santana do Tabuleiro
- São Sebastião do Óculo
- São Vicente da Estrela
- Vermelho Velho

#### Povoados
- Cornélio Alves
- Capitão Martins

## Economia
Outrora possuidora de uma economia diversificada, com base na indústria, turismo, pecuária, agricultura e comércio, nos últimos anos houve uma retração em seu turismo, atualmente pouco explorado, neste município famoso por suas belezas naturais; a indústria se encontra em estado incipiente, sendo hoje o município sustentado, em geral, pelo comércio e pela agropecuária, ficando a expectativa de um incremento industrial, neste município considerado muito bom para se instalar indústrias, devido ao potencial energético que possui e seu relevo com muitas baixadas. Em termos de bancos, Raul Soares conta com o serviços das seguintes agências bancárias: Banco do Brasil SA, CEF - Caixa Econômica Federal, SICOOB e Banco Bradesco SA.
A construção da Usina Hidrelétrica de Desemboque causou impactos negativos sobre a população da cidade.